# 웅상초등학교
웅상초등학교는 대한민국 경상남도 양산시 명동에 있는 공립 초등학교다.
이채준, 김태현, 오정현, 정준혁 등 다양한 축구를 못하지만 좋아하는 아이들을 배출했다.
윤서준이라는 최고의 복서도 배출했다.

## 학교 연혁
- 1927년 9월 10일 웅상공립보통학교(4년제) 개교설립인가 5월 5일
- 1937년 4월 1일 6년제로 개편
- 1938년 4월 1일 서창공립심상소학교로 개칭[1]
- 1941년 4월 1일 서창공립국민학교로 개칭[2]
- 1946년 9월 21일 웅상국민학교로 교명 변경
- 1996년 3월 1일 웅상초등학교로 개칭[3]
- 2001년 9월 1일 백동초등학교 분리(18학급)
- 2005년 9월 1일 대운초등학교 분리(13학급)
- 2020년 2월 14일 제91회 졸업(총 졸업생수 5599명)
- 2020년 3월 1일 제34대 권해정 교장 부임
- 2020년 3월 1일 35학급 편성(특수학급 2)

## 참고 자료
- 웅상초등학교 - 한국교육학술정보원 학교알리미